# Diocesi di Ida di Mauritania
La diocesi di Ida di Mauritania (in latino: Dioecesis Idensis in Mauretania) è una sede soppressa e sede titolare della Chiesa cattolica.

## Storia
Ida di Mauritania, nell'odierna Algeria, è un'antica sede episcopale della provincia romana della Mauritania Cesariense.
Al sinodo riunito a Cartagine dal re vandalo Unerico nel 484 presero parte due episcopi Idensis, Subitano e Feliciano, entrambi della Mauritania Cesariense. Ciò lascia supporre che fossero due le sedi episcopali con questo nome.
Dal 1933 Ida di Mauritania è annoverata tra le sedi vescovili titolari della Chiesa cattolica; l'attuale vescovo titolare è Giuseppe Bausardo, S.D.B., già vicario apostolico di Alessandria d'Egitto.

## Cronotassi

### Vescovi residenti
- Subitano † (menzionato nel 484)
- Feliciano † (menzionato nel 484)

### Vescovi titolari
- Redento Maria Gauci, O.Carm. † (8 aprile 1967 - 10 febbraio 1978 deceduto)
- Egidio Sampieri, O.F.M. † (29 aprile 1978 - 26 agosto 2000 deceduto)
- Giuseppe Bausardo, S.D.B., dal 24 febbraio 2001